# Norbert Lüdecke
Norbert Lüdecke (* 31. Januar 1959 in Düsseldorf) ist ein deutscher römisch-katholischer Theologe und Kirchenrechtler.

## Leben
Lüdecke studierte von 1977 bis 1983 Katholische Theologie, Germanistik und Geschichte an der Universität Bonn, wo er 1989 mit einer kirchenrechtlichen Arbeit zum Dr. theol. promoviert wurde. Von 1986 bis 1991 studierte er Kanonisches Recht an der Universität Straßburg und schloss mit dem Lizenziat lic. iur. can. ab. Lüdecke war als Diözesanrichter tätig und wurde 1996 an der Universität Würzburg für Kirchenrecht habilitiert.
Seit 1996 ist er Honorarprofessor für Kirchenrecht und Staatskirchenrecht an der Universität Frankfurt. Den Lehrstuhl für Kirchenrecht an der Universität Bonn hatte er von 1998 bis zu seiner Emeritierung 2022 inne. Er war dort von 2013 bis 2020 Prodekan für Allgemeine Angelegenheiten. Von 1996 bis 2009 war er Lehrbeauftragter für Kanonisches Lehrrecht am Institut für Kanonisches Recht der Universität Münster.

## Positionen und Rezeption
Zu Lüdeckes Thesen gehört, dass das vom Ersten Vatikanischen Konzil (1869/70) zementierte hierarchische und zentralistische Kirchenbild durch das Zweite Vatikanische Konzil (1962–1965) nicht überwunden wurde. Beleg sei die Neufassung des Kirchenrechts (CiC) von 1983. Gegenüber Rufen nach einem weiteren Konzil ist er skeptisch: „Der Papst kann schon jetzt jede Reform durchführen, und ein Konzil kann ohne den Papst nichts.“ In seinen Vorträgen und Veröffentlichungen weist Lüdecke immer wieder auf die grundsätzliche Lehre der Kirche hin und korrigiert damit Fehlinterpretationen. Unter anderem vertritt Lüdecke zusammen mit Georg Bier die Position, der CIC/1983 sei der Interpretationsrahmen für das Zweite Vatikanische Konzil und verweist auf die dogmatisierte Rolle des Papstes. Daher könne das II. Vatikanische Konzil nicht als „Reformkonzil“ behauptet werden. Dazu schrieb Myriam Wijlens: „Ihr Ansatz wird im Ausland nicht rezipiert, im deutschen Sprachgebiet findet er unter den Kollegen auch kaum Anhänger bzw. wird explizit abgewiesen.“ Michael Böhnke urteilte: „Ekklesiologisch ist dieser der Alleinherrschaft des Papstes huldigende Rechtspositivismus, durch den nicht nur der Geist, sondern auch die verabschiedeten Texte des Konzils ausgehebelt werden können, einseitig, verkürzend und deshalb inakzeptabel.“ Doris Reisinger attestierte ihm zum Buch Die Täuschung: „Norbert Lüdecke analysiert messerscharf die uralte und fein ausgeklügelte Dynamik kirchlicher Machterhaltung. Die Lektüre ist so erhellend wie bedrückend.“. Ferdinand Kerstiens stellte in seiner Kritik an Die Täuschung heraus, dass Lüdecke das Engagement in der Kirche für Veränderungen angesichts der Machtverhältnisse und des Kirchenrechtes für illusionär hält. Lüdecke zeige sehr deutlich, wie die Bischofskonferenz immer wieder versucht hat, durch Synoden, Beratungsgremien, Gesprächsangebote, Erklärungen bis hin zum Synodalen Weg die Wogen der Kritik zu bändigen. Er kritisiert aber, dass Lüdecke die Entwicklungen als Kirchenrechtler und nicht als Theologe betrachte.

## Werke (Auswahl)
- Eheschließung als Bund. Genese und Exegese der Ehelehre der Konzilskonstitution „Gaudium et spes“ in kanonistischer Auswertung (= Forschungen zur Kirchenrechtswissenschaft. Bd. 7). 2 Teile. Echter, Würzburg 1989 (Dissertation, Universität Bonn, 1988/89).
- Die Grundnormen des katholischen Lehrrechts in den päpstlichen Gesetzbüchern und neueren Aeusserungen in päpstlicher Autorität (= Forschungen zur Kirchenrechtswissenschaft. Bd. 28). Echter, Würzburg 1997 (Habilitationsschrift, Universität Würzburg, 1995/96).
- Der Codex Iuris Canonici von 1983: „Krönung“ des II. Vatikanischen Konzils? in Die deutschsprachigen Länder und das II. Vatikanum (= Programm und Wirkungsgeschichte des II. Vatikanums. Bd. 4) Hrsg. Hubert Wolf/Claus Arnold, S. 209 ff, Schöningh, Paderborn 2000, ISBN 3-506-73764-3. Hier zum Dokument
- hrsg. mit Christoph Grabenwarter: Standpunkte im Kirchen- und Staatskirchenrecht. Ergebnisse eines interdisziplinären Seminars (= Forschungen zur Kirchenrechtswissenschaft. Bd. 33). Echter, Würzburg 2002.
- mit Georg Bier: Das römisch-katholische Kirchenrecht. Eine Einführung. Kohlhammer, ISBN 978-3-17-021645-7 Stuttgart 2012.
- Die Täuschung. Haben Katholiken die Kirche, die sie verdienen? WBG Theiss, ISBN 978-3-8062-4353-6, Darmstadt 2021.